# Sender Grevesmühlen
Der Sender Grevesmühlen ist ein Grundnetzsender für den UKW-Rundfunk in Grevesmühlen-Hamberge.
Seit April 2020 ist eine DAB+ Antenne installiert. Hauptstrahlrichtung ist 190°, Sendeleistung 2,5 kW (ERP). Sendebeginn war am 17. Juni 2020 auf Kanal 12B (NDR MV SN).

## Frequenzen und Programme

### Analoger Hörfunk (UKW)
Die folgenden Hörfunkprogramme werden vom Sender Grevesmühlen auf UKW abgestrahlt:
| Frequenz (MHz) | Programm       | ERP (kW) |
| -------------- | -------------- | -------- |
| 103,4          | N-Joy          | 5        |
| 100,7          | NDR 1 Radio MV | 0,5      |
| 105,8          | 80s80s MV      | 0,16     |
| 94,7           | Ostseewelle    | 0,1      |

### Digitaler Hörfunk (DAB+)
| Block                    | Programme | ERP (in kW) | Antennendiagramm rund (ND)/ gerichtet (D) | Gleichwellennetz (SFN)                                                                                                |
| ------------------------ | --- | ----------- | ----------------------------------------- | --- |
| 12B NDR MV SN (D__00277) | DAB+ Block des Norddeutschen Rundfunks - NDR 1 MV SN (Schwerin) (104 kbps) - NDR 2 MV (104 kbps) - NDR Kultur (104 kbps) - NDR Info MV (104 kbps) - N-Joy (104 kbps) - NDR Blue (104 kbps) - NDR Schlager (104 kbps) - NDR Info Spezial (104 kbps) - NDR BWS - NDR TPEG | 2,5         | D (Azimut=190°)                           | Bennin, Karenz/Dömitz, Grevesmühlen-Hamberge, Marnitz (Ruhner Berge), Schwerin (Zippendorf-Gr.Dreesch), Wismar, Zehna |